# Nossage-et-Bénévent
Nossage-et-Bénévent ist eine französische Gemeinde im Département Hautes-Alpes in der Region Provence-Alpes-Côte d’Azur. Sie gehört zum Kanton Serres im Arrondissement Gap. 

## Geografie
Nossage-et-Bénévent ist eine Streusiedlung. Die Gemeinde grenzt im Norden an Garde-Colombe mit Lagrand, im Osten an Saléon, im Süden an Val Buëch-Méouge mit Châteauneuf-de-Chabre, im Südwesten an Barret-sur-Méouge und im Westen an Orpierre. Im Norden bildet der Céans, ein Nebenfluss des Buëch, die Gemeindegrenze.

## Bevölkerungsentwicklung
| Jahr      | 1962 | 1968 | 1975 | 1982 | 1990 | 1999 | 2006 | 2012 |
| --------- | ---- | ---- | ---- | ---- | ---- | ---- | ---- | ---- |
| Einwohner | 23   | 17   | 14   | 8    | 10   | 8    | 12   | 11   |